# 贺圣朝
贺圣朝，词牌名。上下阕共四十九字。
这一个词牌格式变体较多。但是不管是何种变体，两阕中凡五字句的节奏均为：×、××××。

## 词牌格式
平平仄仄平平仄，仄平平平仄。平平仄仄仄平平，仄平平平仄。
平平仄仄，平平仄仄。仄平平平仄。平平仄仄仄平平，仄平平平仄。

## 代表作
张先
淡黄衫子浓妆了。步缕金鞋小。爱来书幌绿窗前，半和娇笑。
谢家姊妹，诗名空杳。何曾机巧。争如奴道，春来情思，乱如芳草。